# سروما
سِروما (Seroma) تجمع مایع سروزی شفاف (پلاسمای خون فیلترشده) است که ممکن است گاهی پس از جراحی، به‌ویژه پس از جراحی پستان، جراحی شکم و جراحی‌های ترمیمی در بدن ایجاد شود. این زائده را می‌توان با علائم فیزیکی و با سی‌تی اسکن تشخیص داد.
کنترل سروما ممکن است دشوار باشد. مایع سروزی ممکن است به‌طور طبیعی نشت کند که این نشت مداوم می‌تواند مشکلاتی ایجاد کند. مایع را می‌توان با روش‌هایی چون وارد کردن یک درن به روش جراحی تخلیه کرد. با جراحی دقیق می‌توان از وقوع سروما جلوگیری کرد.
سروما حاوی مایع سروزی است. این مایع، از پلاسمای خون تشکیل شده‌است که از رگ‌های خونی کوچک پاره‌شده و مایعات ناشی از التهاب تولیدی توسط سلول‌های آسیب‌دیده و در حال مرگ، خارج شده‌است. سروماها با هماتوم که حاوی گلبول‌های قرمز و آبسه‌های چرکین ناشی از عفونت، متفاوت هستند. مایع سروزی نیز با لنف متفاوت است.

## تشخیص
سروما معمولاً به‌صورت یک تودهٔ سخت در زیر پوست احساس می‌شود. که ممکن است باعث اریتم (قرمزی پوست) شود. سروماها همچنین می‌توانند درد قابل‌توجهی ایجاد کنند. سروما ممکن است با بررسی نشانه‌ها روی پوست تشخیص داده شود. در سی‌تی اسکن، سروماها دارای چگالی پرتوی ۰ تا ۲۰ واحد هانسفیلد هستند،

## علل
سروما معمولاً بر اثر جراحی ایجاد می‌شود. سروماها به‌ویژه پس از جراحی پستان (برای مثال، ماستکتومی)، جراحی شکم، و جراحی ترمیمی شایع هستند. همچنین پس از جراحی گردن، جراحی تیروئید و پاراتیروئید، و ترمیم فتق نیز قابل مشاهده است. هرچه مداخلهٖ ی جراحی، بزرگ‌تر باشد، احتمال تشکیل سروما بیشتر است. برداشتن زودهنگام یا نادرست بخیه‌ها گاهی می‌تواند منجر به تشکیل سروما یا ترشح مایع سروزی از اطراف محل جراحی‌شده شود. همچنین گاهی سروما می‌تواند در اثر آسیب، ایجاد شود، مانند زمانی که تورم اولیهٔ ناشی از ضربه یا افتادن، به‌طور کامل فروکش نکند. مایع سروزی باقی‌مانده باعث ایجاد سروما می‌شود که معمولاً بدن به مرور زمان و به‌تدریج، آن را جذب می‌کند (اغلب، روزها یا هفته‌ها طول می‌کشد)، اما گاهی نیز گره‌ای از بافت کلسیفیه باقی می‌ماند. سروماهای بزرگ نسبت به سروماهای کوچک مدت بیشتری طول می‌کشد تا دچار عفونت ثانویه شوند. سروما ممکن است برای چندین ماه، یا حتی سال‌ها با سخت شدن بافت اطراف باقی بماند.
سروما شایع‌ترین عارضهٔ جراحی پس از جراحی پستان است. این موضوع، به‌دلیل وجود شبکهٔ لنفاوی گسترده در پستان، سطوح پایین فیبرینوژن در مایع لنفاوی و ایجاد فضای بالقوه در پستان پس از جراحی است که به تشکیل سروما کمک می‌کند. سروما در افراد مسن و چاق بیشتر دیده می‌شود.

## پیشگیری
تکنیک جراحی با کنترل دقیق و مناسب، به جلوگیری از سروما کمک می‌کند. لیپوساکشن زمانی به تشکیل سروما کمک می‌کند که همراه با ایجاد یک «فلپ» انجام شود و فضای بالقوه با ناحیهٔ تحت درمان، هم‌خوانی داشته باشد.
درن‌ها به‌طور سنتی مورد استفاده قرار می‌گیرند، اما استفاده از آن‌ها توسط متون پزشکی مختلف به چالش کشیده شده‌است. سروماها در فضایی که با عنوان «فضای مرده» شناخته می‌شود، جمع می‌شوند که یک مکان بالقوه برای مایع وجود دارد. تلاش برای کاهش یا حذف فضای مرده، یکی از اقدامات پیشگیرانه از بروز سروما است.

## درمان
کنترل و مدیریت سروما می‌تواند دشوار باشد. قرار دادن بخیه‌های عمیق قطع‌شده در زخم پس از ماستکتومی احتمالاً به‌طور قابل‌توجهی تشکیل سروما را کاهش می‌دهد. آسپیراسیون با سوزن‌های ظریف، یک روش معمول درمان سروما است. برخی روش‌های درمان سروما همچنان بحث‌برانگیز هستند و در شرایط آسپتیک، خطر عفونت را به همراه دارند. کنترل نشت، بسته به حجم و مدت آن، ممکن است تا چند هفته طول بکشد تا با آسپیراسیون سرم و استفاده از پانسمان‌های فشاری برطرف شود. تخلیهٔ لنفاوی دستی که توسط یک متخصص آموزش‌دیده انجام می‌شود نیز می‌تواند به مدیریت و درمان سروما کمک کند.
اگر سرم یا نشت برطرف نشود، ممکن است با جراحی، نوعی درن با مکش بسته در زخم قرار داده شود. در مورد لامپکتومی، تشکیل سروما در محل لامپکتومی، با این ادعا که می‌تواند به حفظ کانتور سینه کمک کند، مفید تلقی شده‌است. سروماها یک هدف درمانی در پرتودرمانی جزئی پستان هستند. در برخی موارد، ممکن است نیاز به تخلیهٔ سروما پیش از یک دورهٔ پرتودرمانی کمکی، برای جراحی باشد.